# スピードキング NEO KOBE 2045
『スピードキング NEO KOBE 2045』(NEO KOBE 2045 SPEED KING)はコナミ（当時。現、コナミデジタルエンタテインメント）より1995年にアーケード向けに発売された近未来レーシングゲーム。
体感ゲームの中でも最大級のサイズを誇り、上下左右に揺れるのは当たり前で、筐体そのものが回転してGを作り出す。
1996年12月には『スピードキング』としてプレイステーションにも移植された。追加要素については#家庭用追加要素を参照の事。

## 概要
近未来の街「ネオコウベシティ」（西暦2045年の神戸をイメージしている）を舞台に、タイヤの無い車「ホバービークル」によって行われるレースゲーム。
ネオコウベシティは『スナッチャー』の舞台であり、背景には同ゲームに登場したコナミ・オムニビルなどの建造物が再現されている。看板などには日本語が多用されている。また、MSX版スナッチャーやメタルギアを開発したコナミ社内のチーム名である「METALSLAVE」の名前が随所に見られる。
このゲームがリリースされた頃は『F-ZERO』や『ワイプアウト』といった、近未来を舞台とした反重力高速レースゲームがちょっとしたブームとなっており、この作品も、そのブームにあやかって作成されたゲームと言える。コースが途中で切れてジャンプしたり、急斜面をハイスピードで駆け抜けるレイアウトが、迫力と爽快感で人気を博した。反重力マシンの操作によってはコースの視点が90度傾いたりする表現が使われている。

## 内容
一定時間内にコースを3周完走すればクリアだが、時間切れになるとタイムアップになる。コースは初級A、初級B、中級、上級の4コースが用意されている。
このゲームでは壁に激突しても、一定のスピード内及び適度な角度で激突した場合はスピンや減速せずにそのまま走行出来る。

## グラフィック&サウンド
『MR.MACHINE』などの様にギターサウンドを多用したハイスピードなテクノ調の曲が特徴。コナミのレトロゲーム曲のフレーズを用いた曲などもある。
アーケード版の作曲者は、『スナッチャー』の作曲も担当した泉陸奥彦。家庭用の追加曲は山岡晃が担当。MSXソフトの時代から多数近未来的なテクノを作曲していた「テクノウチ」こと竹ノ内裕治も効果音制作として参加している。

### サウンドトラック
『スピードキング/対戦ぱずるだま オリジナル・ゲーム・サントラ』が発売されており、『コナミベストセレクション'98秋』にもアレンジバーションを収録。
また『ギターフリークス・ドラムマニア』『ツインビーRPG』などのゲームにはスピードキングの曲をモチーフにしたアレンジバージョンの楽曲が使用されており、これらのサウンドトラックも発売されている。

## 家庭用追加要素
PS版では、アーケード2機体の他にコナミのゲーム名を基にした6機体がゲーム開始時から使用可能。オリジナル要素には、最高スピードを調整できる「スピードクラス」が追加されている。しかし、起伏の激しいコース2・3を走行中のポリゴン欠けが激しくなっている。
ある条件をクリアすると、それ以外にもビックバイパーやトライサイクル（スナッチャー）、あいつ（パロディウスシリーズ）などがプレイヤー機体として使用出来る。何れも、最初から使用出来る機体よりも性能が高い。
また、エンディングが一部追加されている。　